# Edukacja pozaformalna
Edukacja pozaformalna (ang. non-formal education) – uczenie się zorganizowane instytucjonalnie, jednak poza programami kształcenia i szkolenia prowadzącymi do uzyskania kwalifikacji zarejestrowanej, czyli zestawu efektów uczenia się/kształcenia się, którego osiągnięcie zostało formalnie potwierdzone przez uprawioną instytucję i który został wpisany do Zintegrowanego Rejestru Kwalifikacji.
Definicja odnosi się do projektu Polskiej Ramy Kwalifikacji, realizowanej przez Instytut Badań Edukacyjnych.
Wyżej podana definicja nawiązuje do wykładni tego terminu podanej przez Eurostat (2006). Classification of learning activities – Manual. Luxembourg: Office for Official Publications of the European Communities.
Uczenie się w ramach edukacji pozaformalnej może prowadzić do uzyskania kwalifikacji, które nie są w Zintegrowanym Rejestrze Kwalifikacji. Do czasu wdrożenia zintegrowanego systemu kwalifikacji przez edukację pozaformalną będzie się rozumiało wszystkie programy kształcenia i szkolenia oprócz tych, które są organizowane na podstawie ustaw regulujących systemy oświaty i szkolnictwa wyższego (tzn. wchodzących w zakres edukacji formalnej).
Po wdrożeniu nowego systemu opartego na Polskiej Ramie Kwalifikacji w zakresie edukacji pozaformalnej znajdą się wszystkie programy kształcenia i szkolenia, które nie prowadzą wprost do uzyskania kwalifikacji ujętej w Zintegrowanym Rejestrze Kwalifikacji .